# BBC Concert Orchestra

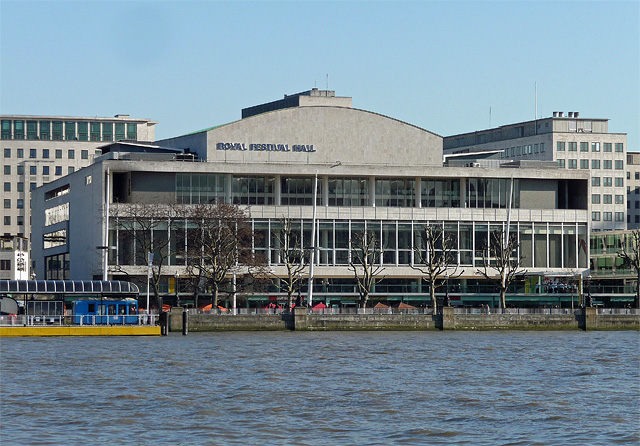
Royal Festival Hall, Belvedere Road, Londres

La BBC Concert Orchestra es una orquesta británica con sede en Londres, una de las cinco orquestas de radio de la British Broadcasting Corporation . Con alrededor de cincuenta músicos, es la única de las cinco orquestas de la BBC que no es una orquesta sinfónica a gran escala. Es el conjunto más populista de la BBC y toca una mezcla de música clásica, música ligera y números populares. Su función principal es producir música para transmisiones de radio, y es la orquesta residente del programa de música en vivo más antiguo del mundo, Friday Night is Music Night en BBC Radio 2.

## Historia
El conjunto principal de la orquesta fue la Orquesta de Teatro de la BBC, que se formó en 1931 y tenía su sede en Bedford . La orquesta también hizo trabajos de ópera y ocasionalmente fue anunciada como la Orquesta de Ópera de la BBC. Stanford Robinson fue el director principal desde 1931 hasta 1946, pero otros incluyeron a Walter Goehr, Spike Hughes, Harold Lowe y Mark Lubbock. En agosto de 1949, el conjunto pasó a llamarse formalmente BBC Opera Orchestra. En enero de 1952, la BBC Opera Orchestra se disolvió y sus músicos formaron la BBC Concert Orchestra.
Hasta 1972, la orquesta estuvo basada en el Camden Theatre. De 1972 a 2004, la orquesta actuó regularmente en el Golders Green Hippodrome . También aparece regularmente en el Royal Festival Hall y The Proms en Londres, así como en lugares de todo el Reino Unido. Además de sus actuaciones en BBC Radio 2, también actúa en BBC Radio 3 y BBC Proms y fue una parte central de Electric Proms de BBC, ahora descontinuado. Además de música clásica ligera, también toca música pop, jazz, ópera, opereta y gran parte del repertorio popular que antes era el pilar de la disuelta BBC Radio Orchestra. Se vincula, de vez en cuando, con la BBC Big Band para conciertos y transmisiones.
Gilbert Vinter fue su primer director principal. Barry Wordsworth, director principal de 1989 a 2006, ahora ostenta el título de Director Laureado. En agosto de 2010, la orquesta anunció los nombramientos simultáneos de Keith Lockhart como séptimo director principal, con efecto inmediato, y de Johannes Wildner como principal director invitado. Lockhart concluyó su dirección principal de la orquesta a fines de 2017 y ahora tiene el título de director invitado principal, a partir de enero de 2018. En noviembre de 2017, la orquesta anunció el nombramiento de Bramwell Tovey como su próximo director principal, a partir de enero de 2018, con un contrato inicial de cinco años. Tovey se desempeñó como director principal hasta su muerte el 12 de julio de 2022.  En noviembre de 2019, BBC CO anunció el nombramiento de Anna-Maria Helsing como su próxima directora invitada principal, la primera directora nombrada para el puesto y la tercera directora en ser nombrada para un puesto titulado en una orquesta de la BBC.
Los compositores que han estado afiliados a la orquesta incluyen a Anne Dudley y Jonny Greenwood, quien fue nombrado compositor asociado de la orquesta en 2004. En enero de 2013, la orquesta anunció el nombramiento de Guy Barker como su nuevo compositor asociado, en sustitución de Greenwood, con un contrato inicial de dos años. En 2017, Dobrinka Tabakova fue nombrada nueva compositora en residencia de BBC CO.
La orquesta ha grabado comercialmente para el sello NMC Recordings.

## Directores principales
- Gilbert Vinter (1952-1953)
- Charles Mackerras (1954-1956)
- Vilém Tauský (1956-1966)
- Marcus Dods (1966-1970)
- Ashley Lawrence (1970-1989)
- Barry Wordsworth (1989-2006)
- Keith Lockhart (2010-2017)
- Bramwell Tovey (2018-2022)